# Åke Henriksson Tott
Åke Henriksson Tott, Åke Tott, Achatius Tott, född 4 juni 1598 på Gerknäs gård, Nyland, död 15 juli 1640 på Lavila i Euraåminne socken, var en svensk militär, riksråd 1630 och fältmarskalk 1631. Han var son till slottsloven Henrik Klasson Tott och prinsessan Sigrid Eriksdotter Vasa, äldsta dotter till svenska konungen Erik XIV. Detta gör Gustav Vasa till Åkes gammelmorfar. Under Åkes levnad innehade släkten Tott bland annat egendomarna Ekolsund, Sjundby, Gerknäs, Liuksiala och Vartsala. För sina insatser förlänades han under sin levnad bland annat Polchow utanför Rostock, gårdarna Vuojoki, Lavila och Irjanne i Euraåminne, samt Leals län i Svenska Livland.

## Biografi
Tott studerade först i Uppsala under Johannes Messenius, där han gjorde sig känd som en stor slagskämpe, innan han gick ut i Ingermanländska kriget som 15-åring 1613. 1627 blev han överste för ett värvat finskt ryttarregemente. Han blev 1630 generalmajor av kavalleriet, senare samma år general och riksråd och 1631 upphöjd till fältmarskalk.
Han deltog vid polska kriget i slaget vid Grebin 1627 och vid tyska kriget i slaget vid Breitenfeld 1631 och drev sistnämnda år ut de kejserlige ur Mecklenburg. Under denna tid råkade han på grund av sitt häftiga lynne i konflikt med bland andra diplomaten Johan Adler Salvius. Endast ett direkt ingripande av Gustav II Adolf avstyrde en duell med Herman Wrangel. På grund av sjuklighet tog Åke Tott dock avsked den 1 maj 1632 och återvände 1633 till Sverige där han sällan bevistade rådsmötena.
Tott var högt skattad av Gustav II Adolf som kallade honom "snöplogen", då han skulle röja väg för de andra.

## Giftermål
- 1628 i Åbo med friherrinnan Sigrid Bielke (1607–1634), dotter till presidenten friherre Nils Bielke och friherrinnan Ingeborg Oxenstierna af Eka och Lindö.

- 1638 i Stockholm med grevinnan Christina Brahe (1609–1681), dotter till riksrådet greve Abraham Brahe och friherrinnan Elsa Gyllenstierna af Lundholm dotter till Nils Gyllenstierna (1526–1601) av den friherrliga ätten Gyllenstierna af Lundholm.

## Barn
- Clas Åkesson Tott d.y., född 14 augusti 1630 på Ekolsund.
- Åke Henrik, död späd.

### Fotnoter
1. 1 2 3  Ericson Wolke, Lars (2006). Trettioåriga kriget: Europa i brand 1618-1648. Historiska media. sid. 267-270. ISBN 978-91-85377-37-4. Läst 21 november 2024
2. ↑  Rosander, Lars (2003). Sveriges fältmarskalkar. Historiska media. sid. 61. ISBN 91-89442-05-9
3. ↑  Oredsson, Sverker (2007). Gustav II Adolf. Atlantis. sid. 274. ISBN 978-91-7353-157-3. Läst 12 november 2024